# Hanse 315
Die Hanse 315 ist eine Segelyacht, die in der Serienproduktion der deutschen Werft HanseYachts hergestellt wird.

## Bauweise und Konstruktion
Der Rumpf der Hanse 315 besteht aus glasfaserverstärktem Kunststoff (GFK), während das Deck in Sandwichbauweise gefertigt ist. Die Yacht ist in zwei Kielversionen erhältlich: einer Flachkiel-Version mit einem Tiefgang von 1,35 Meter und einer Standard-Version mit einem Tiefgang von 1,85 Meter. Die Yacht besitzt einen modernen Steuerstand mit Radsteuerung im Cockpit.

## Einrichtung
Die Hanse 315 bietet in ihrer Standardversion zwei Kabinen und eine Nasszelle. Die Yacht verfügt über ein Doppelbett im Vorschiff sowie eine weitere Schlafmöglichkeit in der Achterkabine. Die Pantry befindet sich auf der linken Seite (Backbord) und ist L-förmig angeordnet. Die Sitzbänke im Salon bieten ausreichend Platz für die Crew. Der Esstisch ist klappbar und die Kabinen bieten Stauraum für längere Segeltörns.

## Besegelung
Die Yacht verfügt über ein voll durchgelattetes Großsegel und eine Rollfock. Ein optionaler Gennaker kann hinzugefügt werden, um die Segelleistung bei Leichtwind zu optimieren. Die Schotführung erfolgt über Winschen am Niedergang, was das Segelhandling erleichtert.

## Einstufung nach deutschem Recht
Die Segelyacht ist nicht Schiffsregisterpflichtig, da sie weniger als 15 m lang ist.
Die Segelyacht ist nicht binnenschiffsregisterpflichtig, da sie keine 15 m³ verdrängt.